# Caulibugula tuberosa
Caulibugula tuberosa is een mosdiertjessoort uit de familie van de Bugulidae. De wetenschappelijke naam van de soort is voor het eerst geldig gepubliceerd in 1939 door Hastings.